# Ulubeyli, Bahçesaray
Ulubeyli là một xã thuộc thành phố Bahçesaray, tỉnh Van, Thổ Nhĩ Kỳ. Dân số thời điểm năm 2011 là 487 người.